# 1962-es labdarúgó-világbajnokság-selejtező (UEFA – 2. csoport)
Az 1962-es labdarúgó-világbajnokság európai 2. selejtezőcsoportjának mérkőzéseit, és a csoport végeredményét tartalmazó lapja. A csoportban körmérkőzéses, oda-visszavágós rendszerben játszottak egymással a labdarúgó-válogatottak. A selejtezőket 1960. szeptember 25. és 1961. december 16. között rendezték. A csoport győztese automatikus résztvevője lett az 1962-es labdarúgó-világbajnokságnak.
A csoportban Bulgária, Finnország és Franciaország szerepelt. Franciaország és Bulgária azonos pontszámmal és gólaránnyal zárta a selejtezőket és semleges helyszínen egy mindent eldöntő harmadik mérkőzésre került sor kettejük között.
Bulgária jutott ki az 1962-es világbajnokságra.

## Tabella
| Hely. | Csapat        | M | Gy | D | V | G+ | G– | Gk | P | Továbbjutás  |  | Franciaország | Bulgária | Finnország |
| ----- | ------------- | - | -- | - | - | -- | -- | -- | - | ------------ |  | ------------- | -------- | ---------- |
| 1.    | Franciaország | 4 | 3  | 0 | 1 | 10 | 3  | +7 | 6 | Pótselejtező |  | —             | 3–0      | 5–1        |
| 2.    | Bulgária      | 4 | 3  | 0 | 1 | 6  | 4  | +2 | 6 | Pótselejtező |  | 1–0           | —        | 3–1        |
| 3.    | Finnország    | 4 | 0  | 0 | 4 | 3  | 12 | −9 | 0 |              |  | 1–2           | 0–2      | —          |

## Mérkőzések
| 1960. szeptember 25. |

| Finnország             | 1–2         | Franciaország            |
| ---------------------- | ----------- | ------------------------ |
| Pahlman 36' (11-esből) | Jegyzőkönyv | Wisnieski 63' Újlaki 83' |

| Olimpiai Stadion, Helsinki Nézőszám: 15 572 Játékvezető: Johannes Malka (nyugatnémet) |

| 1960. december 11. |

| Franciaország                        | 3–0         | Bulgária |
| ------------------------------------ | ----------- | -------- |
| Wisniewski 48' Marcel 58' Cossou 80' | Jegyzőkönyv |          |

| Yves-du-Manoir Olimpiai Stadion, Colombes Nézőszám: 40 690 Játékvezető: Pietro Bonetto (olasz) |

| 1961. június 16. |

| Finnország | 0–2         | Bulgária                       |
| ---------- | ----------- | ------------------------------ |
|            | Jegyzőkönyv | Iliev 33' Kolev 75' (11-esből) |

| Olimpiai Stadion, Helsinki Nézőszám: 11 977 Játékvezető: Nyikolaj Latisev (szovjet) |

| 1961. szeptember 28. |

| Franciaország                                     | 5–1         | Finnország  |
| ------------------------------------------------- | ----------- | ----------- |
| Faivre 6' Wisniewski 12' Piantoni 79' Schultz 86' | Jegyzőkönyv | Pahlman 44' |

| Parc des Princes, Párizs Nézőszám: 17 013 Játékvezető: Gottfried Dienst (svájci) |

| 1961. október 29. |

| Bulgária                           | 3–1         | Finnország      |
| ---------------------------------- | ----------- | --------------- |
| Jakimov 28' Diev 34' Velicskov 86' | Jegyzőkönyv | Pietiläinen 10' |

| Vaszil Levszki Nemzetközi Stadion, Szófia Nézőszám: 40 000 Játékvezető: Baschar Gezmy (török) |

| 1961. november 12. |

| Bulgária  | 1–0         | Franciaország |
| --------- | ----------- | ------------- |
| Iliev 89' | Jegyzőkönyv |               |

| Vaszil Levszki Nemzetközi Stadion, Szófia Nézőszám: 55 000 Játékvezető: Milan Fencl (csehszlovák) |

Franciaország és Bulgária azonos pontszámmal és gólaránnyal zárta a selejtezőket és semleges helyszínen egy mindent eldöntő harmadik mérkőzésre került sor kettejük között.
| 1961. december 16. |

| Bulgária    | 1–0         | Franciaország |
| ----------- | ----------- | ------------- |
| Jakimov 47' | Jegyzőkönyv |               |

| San Siro, Milánó Nézőszám: 34,740 Játékvezető: Concetto Lo Bello (olasz) |

## Csapat eredmények

### Franciaország
Szövetségi kapitány:  Albert Batteux
| Poszt | Név                 | Születési idő        | Mérkőzésszám | Gól | Játékidő percben | Sub off | Sub on | Finnország |    | Finnország |    |    | Club                  |
| ----- | ------------------- | -------------------- | ------------ | --- | ---------------- | ------- | ------ | ---------- | -- | ---------- | -- | -- | --------------------- |
| MF    | Pierre Barlaguet    | 1931. október 18.    | 0            | 0   | 0                | 0       | 0      | -          | -  | -          | B  | -  | Nîmes Olympique       |
| GK    | Pierre Bernard      | 1932. június 27.     | 4            | 0   | 360              | 0       | 0      | -          | 90 |            |    |    | UA Sedan-Torcy        |
| GK    | Pierre Bernard      | 1932. június 27.     | 4            | 0   | 360              | 0       | 0      |            |    | 90         | 90 | 90 | Nîmes Olympique       |
| MF    | Henri Biancheri     | 1932. július 30.     | 1            | 0   | 90               | 0       | 0      | 90         | -  | -          | -  | -  | AS Monaco             |
| DF    | Guillaume Bieganski | 1932. november 3.    | 2            | 0   | 180              | 0       | 0      | -          | 90 | 90         | -  | B  | RC Lens               |
| DF    | Richard Boucher     | 1932. március 1.     | 1            | 0   | 90               | 0       | 0      | -          | -  | 90         | -  | -  | Toulouse FC           |
| GK    | Dominique Colonna   | 1928. szeptember 4.  | 1            | 0   | 90               | 0       | 0      | 90         | -  | B          | -  | -  | Stade Reims           |
| MF    | Lucien Cossou       | 1936. január 29.     | 1            | 1   | 90               | 0       | 0      | -          | 90 | -          | -  | -  | AS Monaco             |
| GK    | Robert Devis        | 1933. május 22.      | 0            | 0   | 0                | 0       | 0      | -          | B  | -          | -  | -  | Angers SCO            |
| FW    | Fleury Di Nallo     | 1943. április 20.    | 0            | 0   | 0                | 0       | 0      | -          | -  | B          | -  | -  | Olympique Lyonnais    |
| MF    | Yvon Douis          | 1935. május 16.      | 1            | 0   | 90               | 0       | 0      | B          | 90 | -          | -  | -  | Le Havre AC           |
| FW    | Jacques Faivre      | 1932. november 25.   | 1            | 2   | 90               | 0       | 0      | -          | -  | 90         | -  | -  | AS Saint-Étienne      |
| MF    | René Ferrier        | 1936. december 7.    | 3            | 0   | 270              | 0       | 0      | 90         | -  | B          | 90 | 90 | AS Saint-Étienne      |
| FW    | Just Fontaine       | 1933. augusztus 18.  | 1            | 0   | 90               | 0       | 0      | -          | 90 | -          | -  | -  | Stade Reims           |
| FW    | Maxime Fulgenzi     | 1934. június 26.     | 1            | 0   | 90               | 0       | 0      | -          | -  | -          | 90 | -  | UA Sedan-Torcy        |
| MF    | Roland Guillas      | 1936. szeptember 23. | 2            | 0   | 180              | 0       | 0      | 90         | -  | -          | 90 | -  | AS Saint-Étienne      |
| FW    | François Heutte     | 1938. február 21.    | 2            | 0   | 180              | 0       | 0      | 90         | -  | -          | -  | 90 | Racing Club de Párizs |
| DF    | Raymond Kaelbel     | 1932. január 31.     | 1            | 0   | 90               | 0       | 0      | 90         | -  | -          | B  | -  | AS Monaco             |
| FW    | Casimir Koza        | 1935. január 27.     | 0            | 0   | 0                | 0       | 0      | -          | -  | B          | -  | -  | RC Strasbourg         |
| DF    | André Lerond        | 1930. december 6.    | 3            | 0   | 270              | 0       | 0      | -          | -  | 90         | 90 | 90 | Stade Français        |
| DF    | François Ludo       | 1930. március 4.     | 0            | 0   | 0                | 0       | 0      | -          | -  | B          | -  | -  | AS Monaco             |
| FW    | Khennane Mahi       | 1936. október 21.    | 1            | 0   | 90               | 0       | 0      | -          | -  | -          | 90 | -  | Stade Rennais FC      |
| MF    | Jean-Jacques Marcel | 1931. június 13.     | 2            | 1   | 180              | 0       | 0      | -          | 90 | 90         | -  | B  | Racing Club de Párizs |
| DF    | Mayran              | 1936. március 14.    | 1            | 0   | 180              | 0       | 0      | -          | -  | -          | 90 | 90 | UA Sedan-Torcy        |
| MF    | Lucien Muller       | 1934. szeptember 3.  | 3            | 0   | 270              | 0       | 0      | -          | -  | 90         | 90 | 90 | Stade Reims           |
| FW    | Georges Peyroche    | 1937. január 27.     | 1            | 0   | 90               | 0       | 0      | -          | -  | B          | 90 | -  | AS Saint-Étienne      |
| MF    | Roger Piantoni      | 1931. december 26.   | 2            | 1   | 180              | 0       | 0      | -          | 90 | 90         | -  | -  | Stade Reims           |
| GK    | François Remetter   | 1928. augusztus 8.   | 0            | 0   | 0                | 0       | 0      | -          | -  | -          | -  | B  | RC Strasbourg         |
| DF    | Bruno Rodzik        | 1935. május 29.      | 4            | 0   | 360              | 0       | 0      | 90         | 90 | -          | 90 | 90 | Stade Reims           |
| GK    | Alexandre Roszak    | 1931. szeptember 29. | 0            | 0   | 0                | 0       | 0      | -          | -  | -          | B  | -  | UA Sedan-Torcy        |
| FW    | Ernest Schultz      | 1931. január 29.     | 1            | 1   | 90               | 0       | 0      | -          | -  | 90         | -  | -  | Toulouse FC           |
| DF    | Guy Sénec           | 1932. március 13.    | 1            | 0   | 90               | 0       | 0      | B          | 90 | -          | -  | -  | Racing Club de Párizs |
| DF    | Robert Siatka       | 1934. június 20.     | 0            | 0   | 0                | 0       | 0      | -          | B  | -          | -  | -  | Stade Reims           |
| FW    | Henri Skiba         | 1927. július 14.     | 1            | 0   | 90               | 0       | 0      | -          | -  | -          | -  | 90 | Stade Français        |
| GK    | Jean Taillandier    | 1938. január 22.     | 0            | 0   | 0                | 0       | 0      | B          | -  | -          | -  | -  | Racing Club de Párizs |
| DF    | Richard Tylinski    | 1937. szeptember 18. | 0            | 0   | 0                | 0       | 0      | B          | -  | -          | -  | -  | AS Saint-Étienne      |
| MF    | Joseph Ujlaki       | 1929. augusztus 10.  | 1            | 1   | 90               | 0       | 0      | 90         | -  | -          | -  | -  | Racing Club de Párizs |
| MF    | Guy van Sam         | 1935. december 20.   | 1            | 1   | 90               | 0       | 0      | -          | -  | -          | -  | 90 | Racing Club de Párizs |
| FW    | Jean Vincent        | 1930. november 29.   | 1            | 0   | 90               | 0       | 0      | 90         | -  | -          | -  | B  | Stade Reims           |
| DF    | Jean Wendling       | 1934. április 29.    | 5            | 0   | 450              | 0       | 0      | 90         | 90 | 90         | 90 | 90 | Stade Reims           |
| FW    | Maryan Wisniewski   | 1937. február 1.     | 4            | 3   | 360              | 0       | 0      | 90         | 90 | 90         | -  | 90 | RC Lens               |

### Bulgária
Szövetségi kapitány:  Georgi Pacsedzsijev
| Poszt | Név                   | Születési idő        | Mérkőzésszám | Gól | Játékidő percben | Sub off | Sub on | Francia | Finnország | Finnország | Francia | Francia | Club                 |
| ----- | --------------------- | -------------------- | ------------ | --- | ---------------- | ------- | ------ | ------- | ---------- | ---------- | ------- | ------- | -------------------- |
| MF    | Stefan Abadzhiev      | 1934. július 3.      | 1            | 0   | 90               | 0       | 0      | 90      | -          | -          | -       | -       | FD Levski Szófia     |
| FW    | Spiro Debarski        | 1933                 | 1            | 0   | 90               | 0       | 0      | -       | -          | -          | 90      | -       | FD Lokomotiv Szófia  |
| MF    | Todor Gyiev           | 1934. szeptember 28. | 4            | 1   | 360              | 0       | 0      | -       | 90         | 90         | 90      | 90      | FC Spartak Plovdiv   |
| DF    | Ivan Gyimitrov        | 1935. május 14.      | 4            | 0   | 360              | 0       | 0      | 90      | 90         | -          | 90      | 90      | FD Lokomotiv Szófia  |
| DF    | Gyimitr Gyimov        | 1937. december 13.   | 2            | 0   | 180              | 0       | 0      | -       | -          | -          | 90      | 90      | FC Spartak Plovdiv   |
| FW    | Hriszto Ilijev        | 1936. május 11.      | 5            | 2   | 450              | 0       | 0      | 90      | 90         | 90         | 90      | 90      | FD Levski Szófia     |
| DF    | Sztojan Kitov         | 1938. augusztus 27.  | 2            | 0   | 180              | 0       | 0      | -       | 90         | 90         | -       | -       | Spartak Szófia       |
| FW    | Ivan Kolev            | 1930. november 1.    | 5            | 1   | 450              | 0       | 0      | 90      | 90         | 90         | 90      | 90      | CDNA Szófia          |
| MF    | Nyikola Kovacsev      | 1934. június 4.      | 4            | 0   | 360              | 0       | 0      | 90      | 90         | -          | 90      | 90      | CDNA Szófia          |
| DF    | Dimitar Largov        | 1936. szeptember 10. | 1            | 0   | 90               | 0       | 0      | 90      | -          | -          | -       | -       | FD Slavia Szófia     |
| DF    | Isle ofol Isle ofolov | 1925. augusztus 4.   | 2            | 0   | 180              | 0       | 0      | 90      | -          | 90         | -       | -       | CDNA Szófia          |
| DF    | Vasil Matodiev        | 1935. január 5.      | 3            | 0   | 270              | 0       | 0      | 90      | -          | -          | 90      | 90      | PFC Lokomotiv Szófia |
| GK    | Georgi Najgyenov      | 1931. december 21.   | 5            | 0   | 450              | 0       | 0      | 90      | 90         | 90         | 90      | 90      | CDNA Szófia          |
| DF    | Kiril Rakarov         | 1932. május 24.      | 4            | 0   | 360              | 0       | 0      | -       | 90         | 90         | 90      | 90      | CDNA Szófia          |
| FW    | Petar Velichkov       | 1940. augusztus 8.   | 2            | 1   | 180              | 0       | 0      | -       | -          | 90         | -       | 90      | FD Slavia Szófia     |
| FW    | Gyimitr Jakimov       | 1941. augusztus 12.  | 5            | 1   | 450              | 0       | 0      | 90      | 90         | 90         | 90      | 90      | CDNA Szófia          |
| FW    | Nikola Yordanov       | 1938                 | 3            | 0   | 270              | 0       | 0      | 90      | 90         | 90         | -       | -       | FC Dunav Rousse      |
| DF    | Dobromir Zsecsev      | 1942. november 12.   | 2            | 0   | 180              | 0       | 0      | -       | 90         | 90         | -       | -       | Spartak Szófia       |

### Finnország
Szövetségi kapitány:  Aatos Lehtonen
| Poszt | Név               | Születési idő       | Mérkőzésszám | Gól | Játékidő percben | Sub off | Sub on | Francia |    | Francia |    | Klub                |
| ----- | ----------------- | ------------------- | ------------ | --- | ---------------- | ------- | ------ | ------- | -- | ------- | -- | ------------------- |
| DF    | Matti Haahti      | 1936. június 8.     | 3            | 0   | 270              | 0       | 0      | -       | 90 | 90      | 90 | HIFK                |
| MF    | Olli Heinonen     | 1937. január 7.     | 4            | 0   | 360              | 0       | 0      | 90      | 90 | 90      | 90 | /2+ FC Reipas Lahti |
| MF    | Stig Holmqvist    | 1936. február 13.   | 3            | 0   | 270              | 0       | 0      | 90      | 90 | 90      | -  | HIFK                |
| MF    | Martti Hyvärinen  | 1939. november 6.   | 2            | 0   | 180              | 0       | 0      | -       | 90 | 90      | -  |                     |
| DF    | Reijo Jalava      | 1932. február 18.   | 2            | 0   | 180              | 0       | 0      | 90      | -  | -       | 90 | HJK Helsinki        |
| MF    | Hannu Kankkonen   | 1934. január 26.    | 1            | 0   | 90               | 0       | 0      | -       | 90 | -       | -  |                     |
| DF    | Raimo Lukander    | 1934. április 18.   | 1            | 0   | 90               | 0       | 0      | -       | -  | -       | 90 |                     |
| FW    | Paavo Lyytikäinen | 1930. április 14.   | 1            | 0   | 90               | 0       | 0      | -       | -  | -       | 90 |                     |
| GK    | Karl-Gustav Nabb  | 1936. szeptember 9. | 2            | 0   | 180              | 0       | 0      | 90      | -  | -       | 90 | Vasa IFK            |
| MF    | Unto Nevalainen   | 1935. június 13.    | 3            | 0   | 270              | 0       | 0      | 90      | 90 | 90      | -  | HIFK                |
| DF    | Antti Nieminen    | 1928. március 12.   | 1            | 0   | 90               | 0       | 0      | 90      | -  | -       | -  | FC Haka             |
| FW    | Arno Nordlund     | 1935. szeptember 2. | 1            | 0   | 90               | 0       | 0      | -       | -  | 90      | -  | HIFK                |
| FW    | Semi Nuoranen     | 1941. december 14.  | 2            | 0   | 180              | 0       | 0      | -       | 90 | -       | 90 | FC Reipas Lahti     |
| MF    | Kalevi Nupponen   | 1942. január 19.    | 1            | 0   | 90               | 0       | 0      | -       | -  | -       | 90 | FC Reipas Lahti     |
| FW    | Mauno Nurmi       | 1936. december 23.  | 1            | 0   | 90               | 0       | 0      | -       | -  | -       | 90 | TPS Turku           |
| MF    | Kai Pahlman       | 1935. július 8.     | 3            | 2   | 270              | 0       | 0      | 90      | 90 | 90      | -  | HPS Helsinki        |
| MF    | Yrjö Pärnänen     | 1931. január 5.     | 2            | 0   | 180              | 0       | 0      | -       | -  | 90      | 90 | HIFK                |
| FW    | Juhani Peltonen   | 1936. június 16.    | 2            | 0   | 180              | 0       | 0      | 90      | 90 | -       | -  |                     |
| MF    | Sauli Pietiläinen | 1941. július 20.    | 3            | 1   | 270              | 0       | 0      | -       | 90 | 90      | 90 | /2 Kotkan Jäntevä   |
| FW    | Nils Rikberg      | 1928. március 29.   | 1            | 0   | 90               | 0       | 0      | 90      | -  | -       | -  |                     |
| MF    | Aulis Rytkönen    | 1929. január 5.     | 2            | 0   | 180              | 0       | 0      | 90      | -  |         |    | Toulouse FC         |
| MF    | Aulis Rytkönen    | 1929. január 5.     | 2            | 0   | 180              | 0       | 0      |         |    | 90      | -  | HJK Helsinki        |
| DF    | Veijo Valtonen    | 1936. január 5.     | 1            | 0   | 90               | 0       | 0      | 90      | -  | -       | -  | FC Haka             |
| GK    | Anders Westerholm | 1937. szeptember 1. | 2            | 0   | 180              | 0       | 0      | -       | 90 | 90      | -  | HIFK                |